# Galeries Lafayette Haussmann

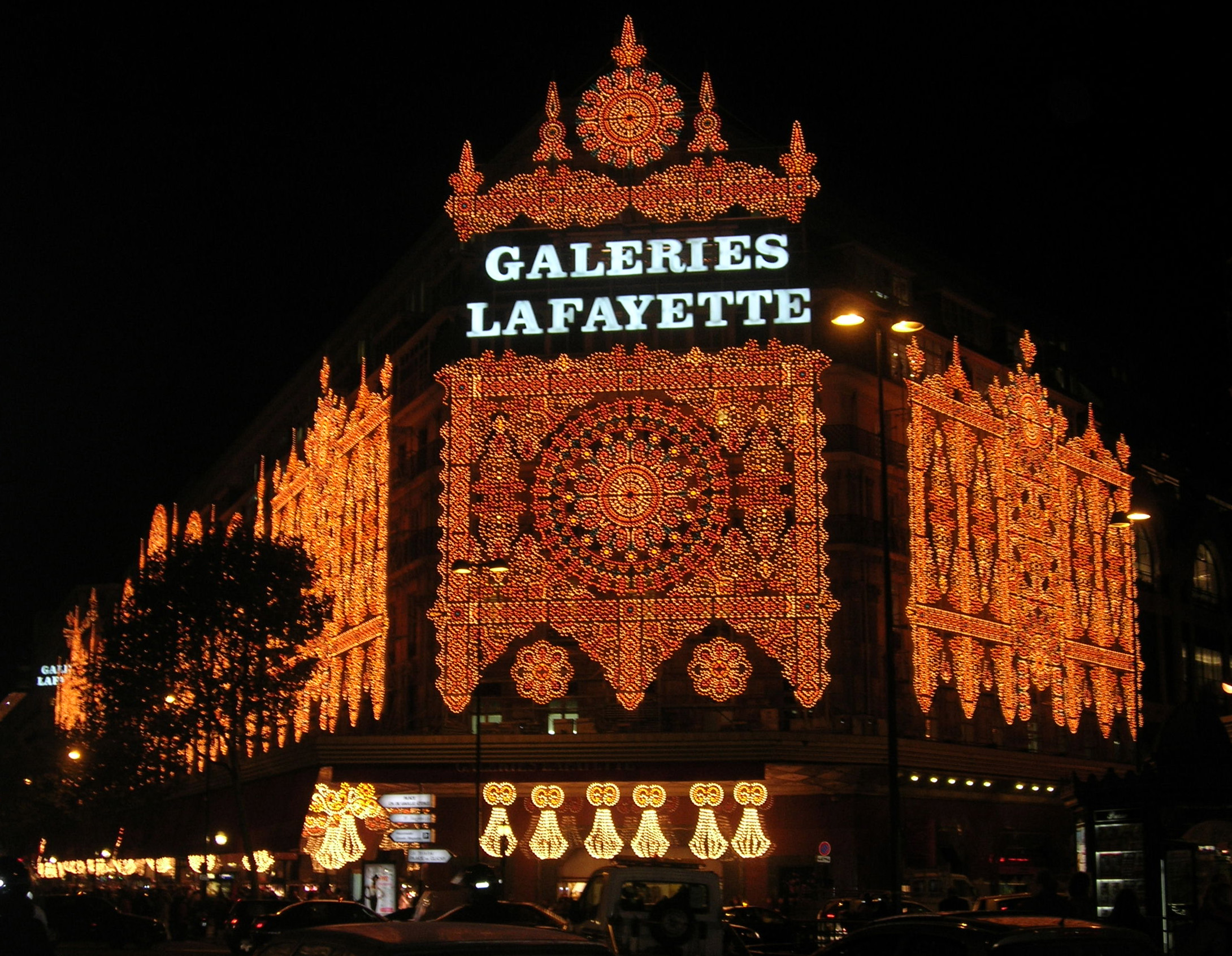

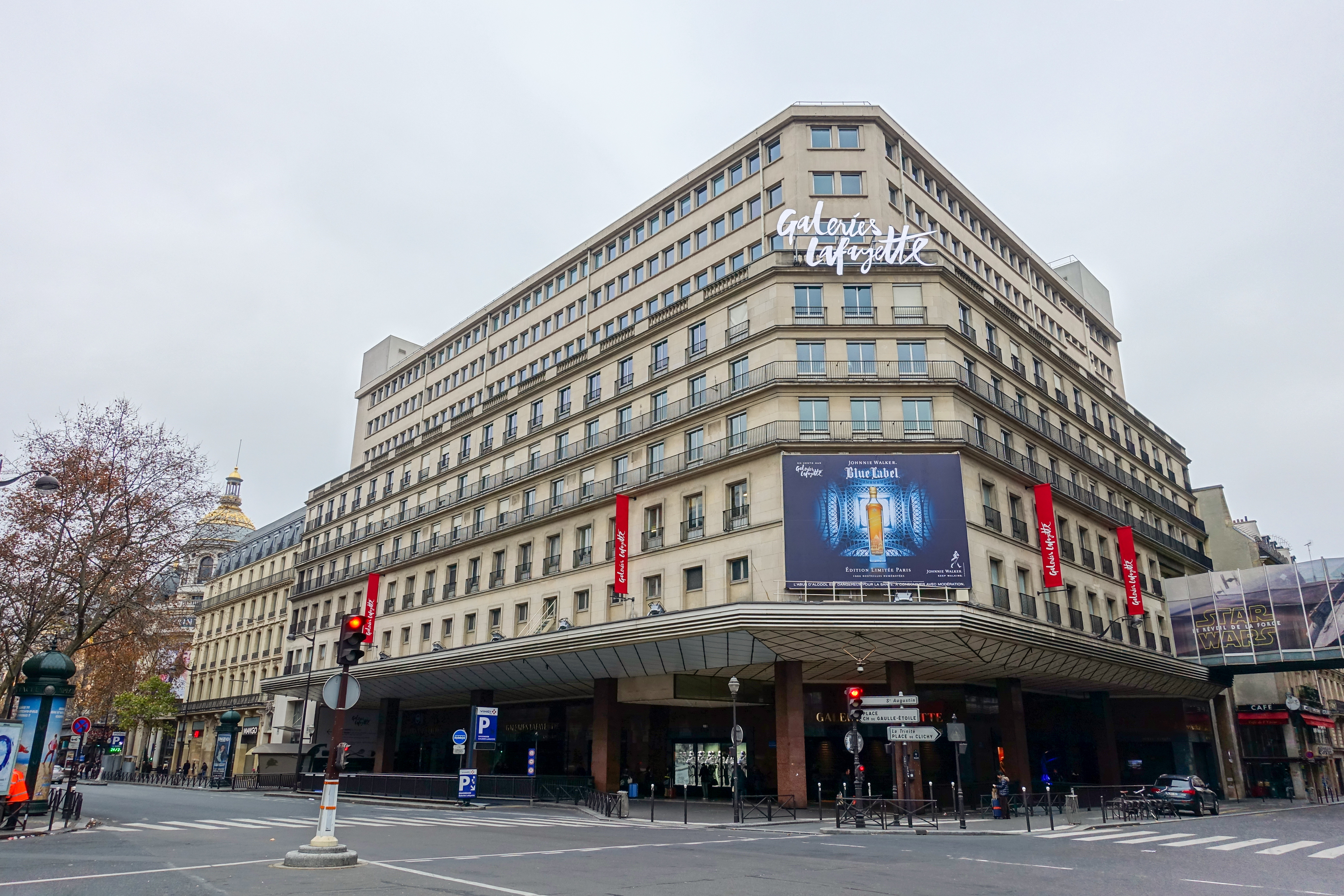

Galeries Lafayette Haussmann là một cửa hàng bách hóa lớn, với chủ yếu là thời trang, nằm trên đại lộ Haussmann, quận 9 thành phố Paris. Ngày nay, cửa hàng này đón hơn 36 triệu lượt khách mỗi năm, tức khoảng 100 000 mỗi ngày. Tính tổng cộng, đây là cửa hàng rộng nhất và cũng là quan trọng nhất châu Âu theo con số bán ra. Galeries Lafayette Haussmann là cửa hàng lớn nhất trong hệ thống chung Galeries Lafayette. Tên cửa hàng được gọi theo địa điểm là đại lộ Haussmann.
Địa chỉ: 40, đại lộ Haussmann
| Métro Paris | Bến tàu điện ngầm: Chaussée d'Antin - La Fayette hoặc Havre - Caumartin |

Galeries Lafayette Haussmann nằm ở khu thương mại lớn nhất Paris, phía sau nhà hát Opéra Garnier. Ở đây còn có các của hàng lớn khác như Printemps, C&A, các cửa hàng nhỏ hơn của các hãng thời trang Gap, H&M, Zara... Galeries Lafayette Haussmann gồm ba nhà nhà lớn. Cửa hàng thời trang nam giới nằm ở góc phố Mogador và đại lộ Haussmann gồm 4 tầng bán hàng, trong đó tầng hai là siêu thị thực phẩm và rượu. Lối ra từ tàu điện ngầm và RER dẫn thẳng vào của hàng này. Cửa hàng thời trang nữ cũng trên đại lộ Haussmann, đối điện cửa hàng thời trang nam qua phố Mogador. Bên trên tầng của hai cửa hàng này được nối với nhau bằng chiếc cầu trên phố Mogador, cũng là nơi bán kính thời trang. Cửa hàng nữ gồm 7 tầng, trong đó tầng âm là Lafayette VO, thời trang trẻ, bụi. Lafayette Maison nằm đối diện với cửa hàng thời trang nam qua đại lộ Haussamann, là nơi bán các đồ nội thất sang trọng.

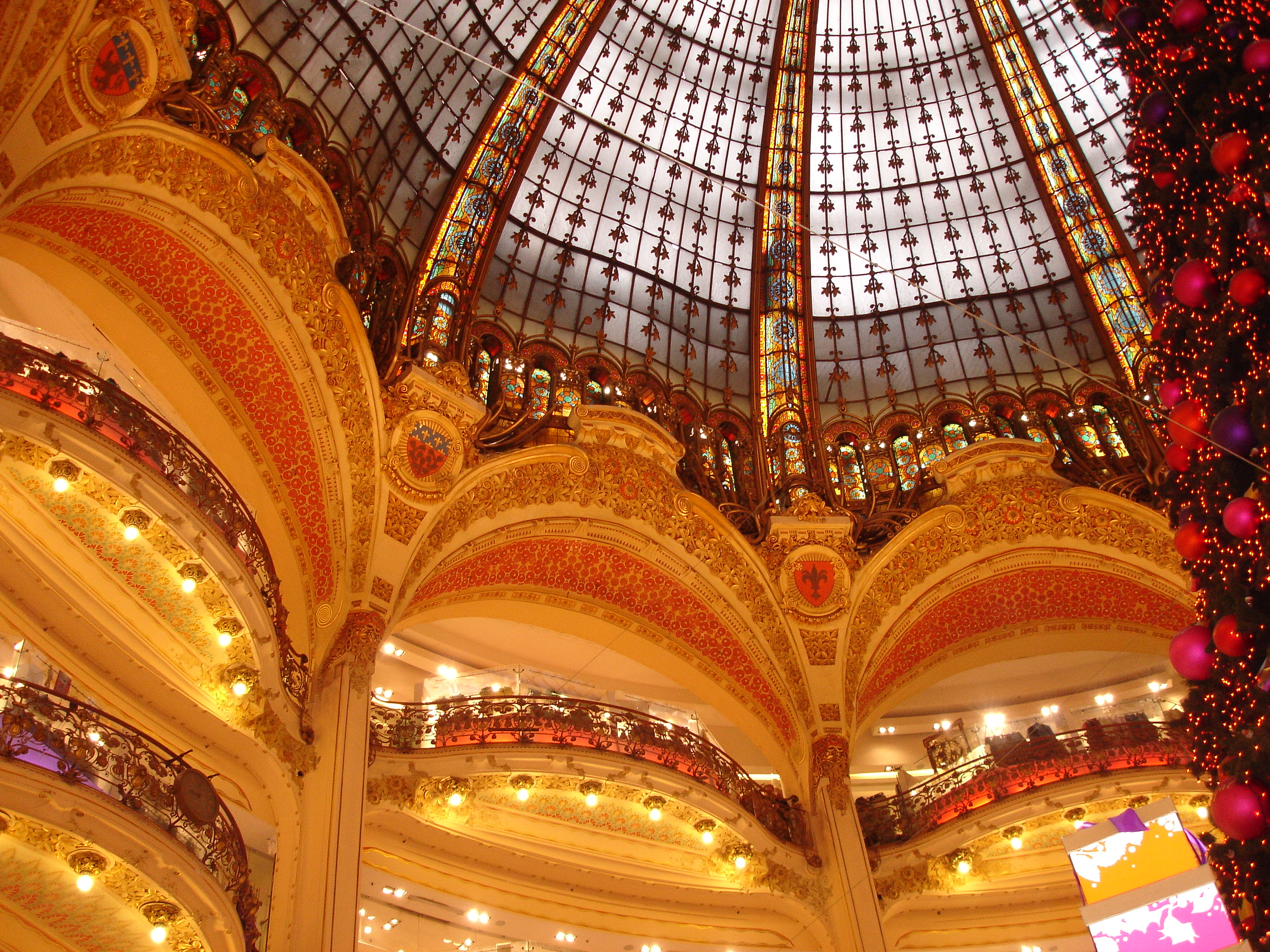
Mái vòm

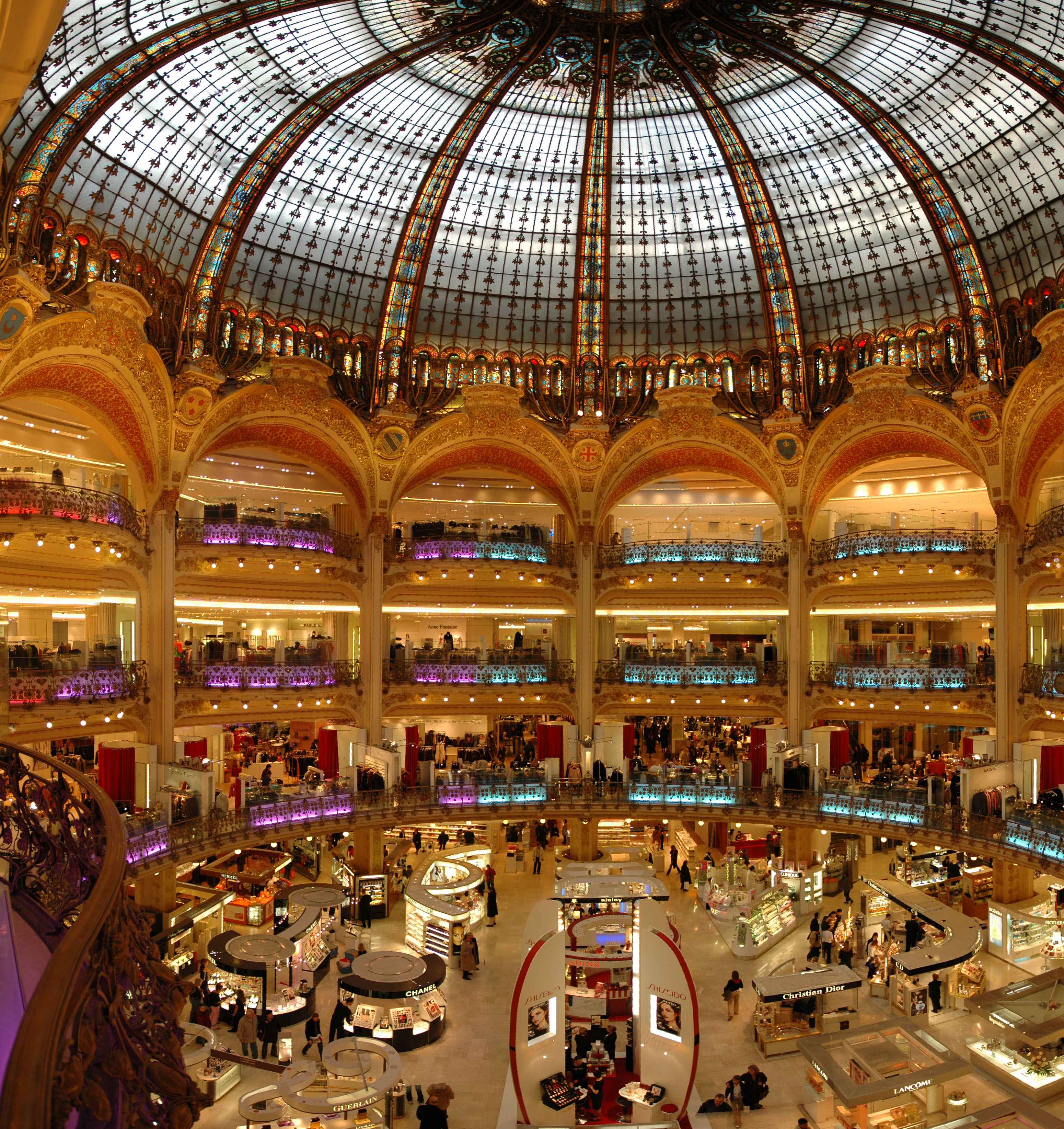
Sảnh lớn khu thời trang nữ

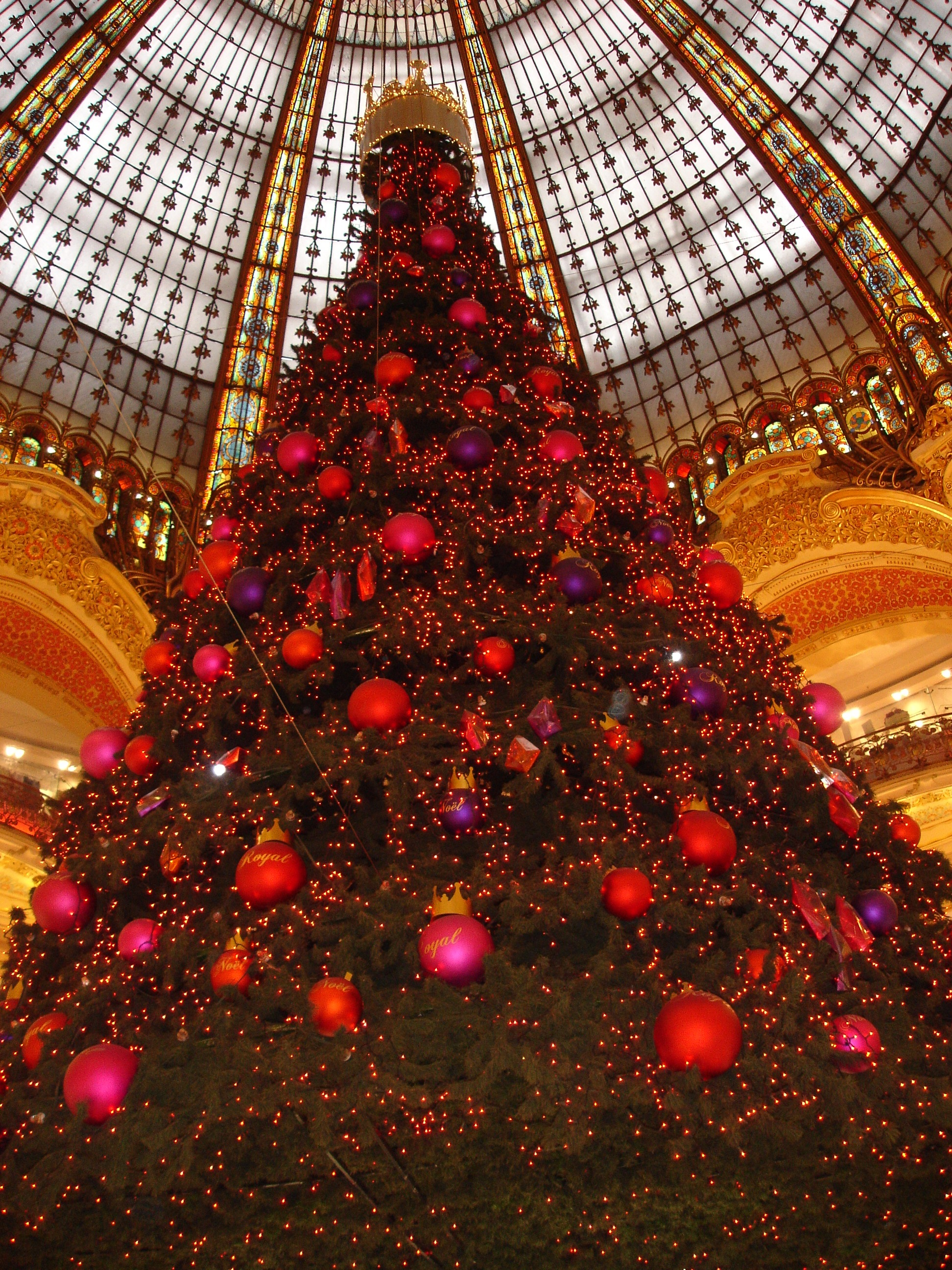
Galeries Lafayette dịp Noel

## Lịch sử
Vào năm 1893, hai anh em họ Théophile Bader và Alphonse Kahn thành lập Galeries Lafayette tại góc phố La Fayette và Chaussée d'Antin, muộn hơn 40 năm so với cửa hàng Le Bon Marché. Nằm ở vị trí lý tưởng giữa nhà hát Opéra Garnier và ga Saint-Lazare, khu vực Grands boulevards, Galeries Lafayette nhanh chóng thu hút các khách hàng nhân viên văn phòng và giới giàu có.
Năm 1896, cơ sở của anh em Théophile Bader và Alphonse Kahn đã mua lại toàn bộ tòa nhà số 1 phố La Fayette và vào năm 1905 là các tòa nhà số 38, 40 và 42 đại lộ Haussmann, cũng như 15 phố Chaussée d'Antin. Kiến trúc sư Georges Chedanne và sau đó Ferdinand Chanut đã sắp đặt, tu sửa lại các tòa nhà mới mua này.

### Của hàng xa xỉ
Tháng 10 năm 1912, một cửa hàng mới được khánh thành, bao gồm 96 gian hàng, một phòng trà, một thư viện và một xa lông cắt tóc. Tòa nhà gồm tổng cộng 5 tầng với các ban công và một sảnh lớn bên trên hình vòm. Vòm tòa nhà, lấy cảm hứng từ phong cách Byzantine, cao 33 m, gồm 10 cụm kính màu, với khung sắt được chạm khắc chi tiết. Chấn song lan can của các tầng thấp trang trí hình lá, cùng với các tay vịn cầu thang là của Louis Majorelle, một nghệ nhân trường phái Tân nghệ thuật. Thực hiện theo ý của Théophile Bader, ánh sáng vàng từ vòm chiếu xuống khắp sảnh và các hàng hóa được bày bán. Các cửa kính đóng vai trò quan trọng trong công trình, ánh sáng làm các khách hàng dễ chịu và mong muốn mua hàng. Trên đỉnh tòa nhà, một sân thượng cho phép nhìn khung cảnh Paris với tháp Eiffel.

### Sau chiến tranh
Sau khủng hoảng kinh tế năm 1929 rồi Thế chiến thứ hai, kinh tế những năm 1950 bắt đầu phát triển trở lại.
Nhiều các hoạt động được tổ chức, như nữ ca sĩ Édith Piaf tới đây và hát vào năm 1950. Từ năm 1953, Galeries Lafayette mở đầu một quan niệm thương mại mới với các cuộc triển lãm trong cửa hàng. Năm 1958, cửa hàng lăng xê khuyến mại "3J", với những mặt hàng được bán với giá đặc biệt trong 3 ngày (trong tiếng Pháp, ngày là "jour").
Trong khoảng thời gian 1952 đến 1956, những cầu thang máy cuốn được lắp đặt. Đại sảnh bên trong bị bỏ đi và thêm hai tầng.

### Thập niên 1960 tới 2000
Năm 1969, một cửa hàng mới dành cho thời trang nam giới được xây dựng bên phía phố Mogador. Năm 1974, cầu thang chính được tháo dỡ, tầng một được thay đổi để mở các gian hàng các hãng uy tín. Rất nhiều người đã đến thăm Galeries Lafayette.
Từ năm 1975, Galeries Lafayette Haussmann với 47 800 m² đã đặt vị trí đầu về con số bán ra, vượt trên Printemps, BHV Rivoli, Samaritaine và Le Bon Marché.
Năm 1980, của hàng khẳng định ưu thế thời trang của mình bằng việc tạo ra Festival de la Mode (Liên hoan thời trang). Năm 1996, Galeries Lafayette kỷ niệm 100 năm ngày thành lập.

## Ngày nay

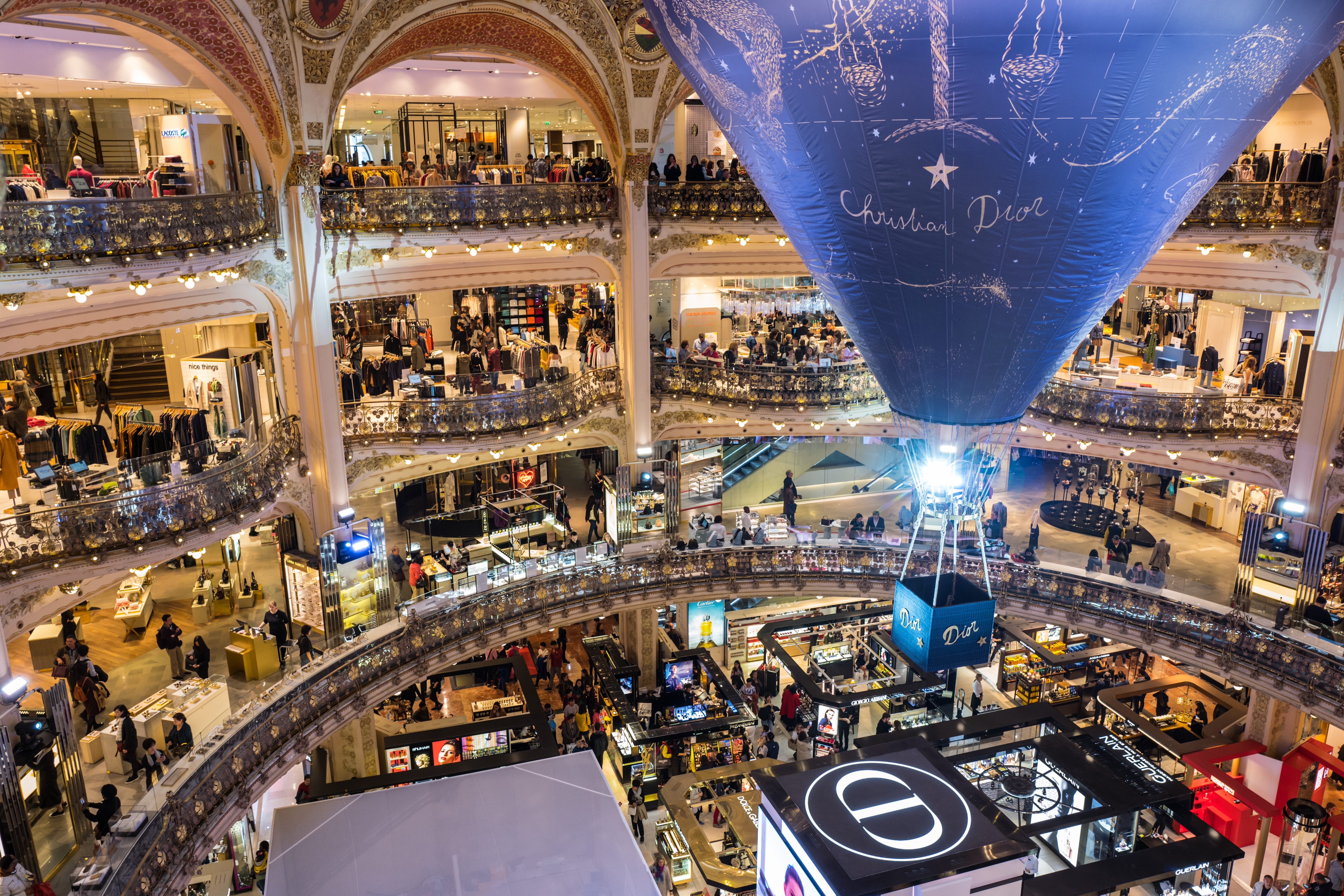

Ngày này, Galeries Lafayette vẫn tiếp tục đổi mới và hiện đại hóa. Gian hàng thời trang Lafayette VO mới được mở thêm, và phía bên kia đại lộ Haussmann mở thêm Lafayette Maison, siêu thị đồ nội thất.
Trong các khách hàng nước ngoài, người Trung Quốc chiếm số đông nhất, sau đó đến Hoa Kỳ và Nhật. Từ 1 tháng 1 năm 2006, Galeries Lafayette đã nhân đôi doanh số nhà các khách hàng Trung Quốc, đặc biệt là nước hoa và các phụ tùng thời trang. Để đón tiếp họ, Galeries Lafayette đã sắp xếp một ê kíp gồm 12 nhân viên nói tiếng Quan Thoại và tiếng Quảng Đông.
Gương mặt quảng cáo cho Galeries Lafayette hiện nay là người mẫu, diễn viên Laetitia Casta.